# 奇异球菌科
奇异球菌科（学名：Deinococcaceae），也称异常球菌科，为异常球菌目的一科细菌。此科的模式属为异常球菌属(Deinococcus)。

## 下级分类
本科包括以下属：
- 奇异杆菌属 Deinobacter Oyaizu et al. 1987，为奇异球菌属（Deinococcus）的异名
- Deinobacterium Ekman et al. 2011
  - Deinobacterium chartae Ekman et al. 2011[1]
- 奇异球菌属 Deinococcus Brooks and Murray 1981